# 149163 Stevenconard
149163 Stevenconard este o planetă minoră (asteroid), cu un diametru de 6,692 km, din centura de asteroizi. A fost descoperită pe 7 aprilie 2002 la Observatorio de Cerro Tololo⁠(d) de Marc Buie⁠(d). 
Obiectul prezintă o orbită caracterizată de o semiaxă mare de 3,0795615915668 UAi, o excentricitate de 0,21, o înclinație de 6,4 ° în raport cu ecliptica.